# 聯合車站 (華盛頓地鐵)

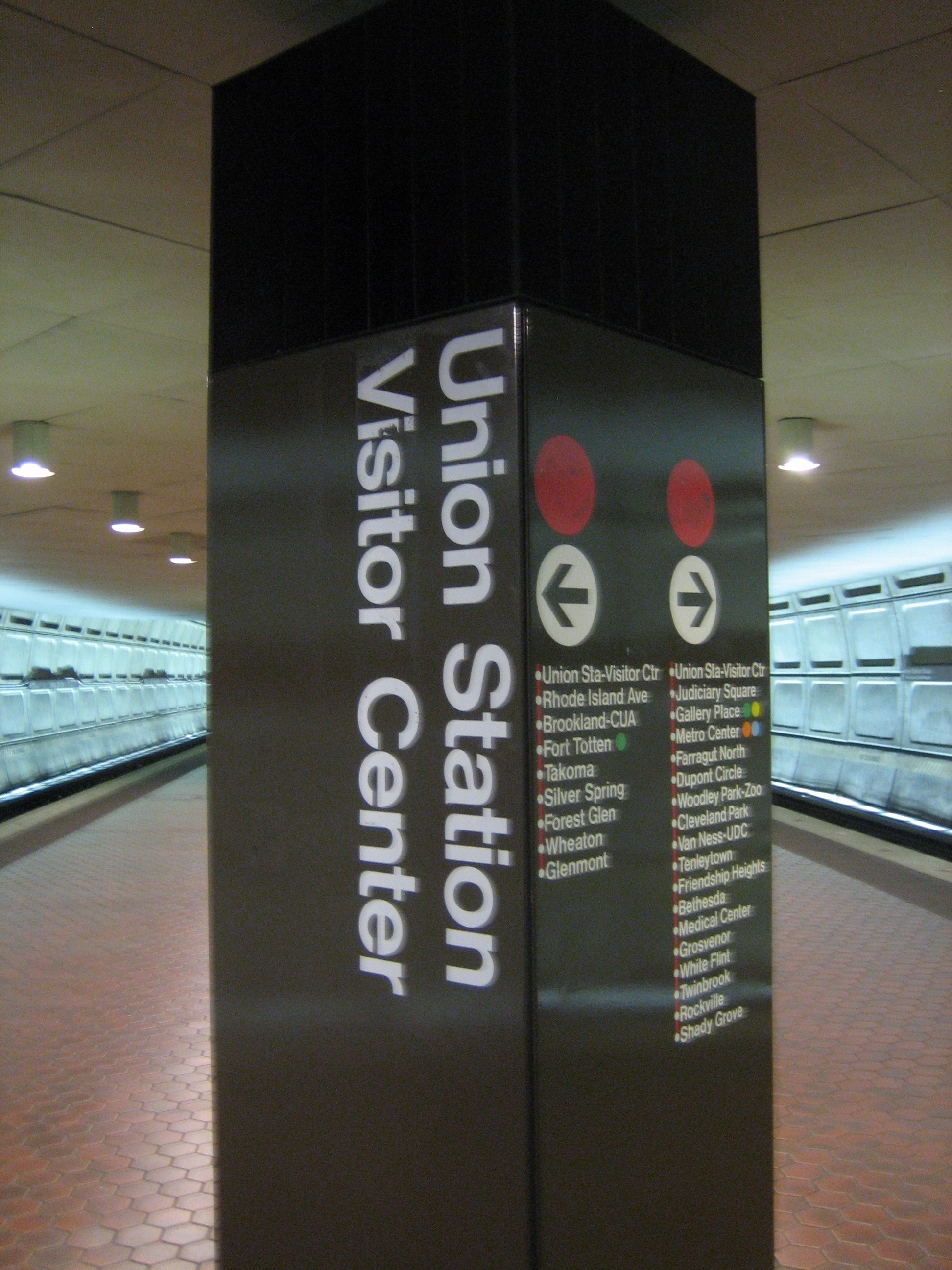
月台上依然存在的舊站名：「聯合車站－遊客中心」

聯合車站（英語：Union Station）位於華盛頓特區，是華盛頓地鐵紅線的車站，地鐵站位在聯合車站的西端，是華盛頓地鐵系統內最繁忙的車站，從2006年5月3日開始，在平常日平均每天有33,000人次的運量，有一座島式月台及兩個出口，其中一個通往車站主要部份及麻薩諸塞大道的出口位在月台中段，另一個通往東北1街及主售票大廳的出口位在北端。
本站隨著紅線的開通在1976年3月投入服務，屬於華盛頓地鐵最早啟用的一批車站，最初採用了聯合車站－遊客中心站的站名，但在聯合車站內的國家遊客中心結束之後便改為現名，然而車站內部份指示依然有「聯合車站－遊客中心」的字樣，其他較老的地鐵站也有同樣情形。
正如華盛頓地鐵其他車站一樣，本站同樣採用活像保險櫃內部的拱形牆壁及天花板設計。

## 車站結構
| G        | 街道層             | 出入口、轉乘MARC、VRE、美鐵及哥倫比亞特區電車 |
| M        | 夾層               | 單向閘機、售票機、車站詢問處                  |
| P 月台層 | 西行               | 往格羅夫納/涼蔭叢（司法廣場）                 |
| P 月台層 | 島式月台，左側開門 |                                               |
| P 月台層 | 東行               | 往銀泉/格蘭蒙特（諾瑪-高立德大學）            |